# Санта-Маргарида
Санта-Маргарида (порт. Santa Margarida) — муниципалитет в Бразилии, входит в штат Минас-Жерайс. Составная часть мезорегиона Зона-да-Мата. Входит в экономико-статистический  микрорегион Маньюасу. Население составляет 14 384 человека на 2006 год. Занимает площадь 256,183 км². Плотность населения — 56,1 чел./км².

## История
Город основан 27 декабря 1948 года.

## Статистика
- Валовой внутренний продукт на 2003 год составляет 47 056 995,00 реалов (данные: Бразильский институт географии и статистики).
- Валовой внутренний продукт на душу населения на 2003 год составляет 3343,07 реалов (данные: Бразильский институт географии и статистики).
- Индекс развития человеческого потенциала на 2000 год составляет 0,696 (данные: Программа развития ООН).